# Peter Galison

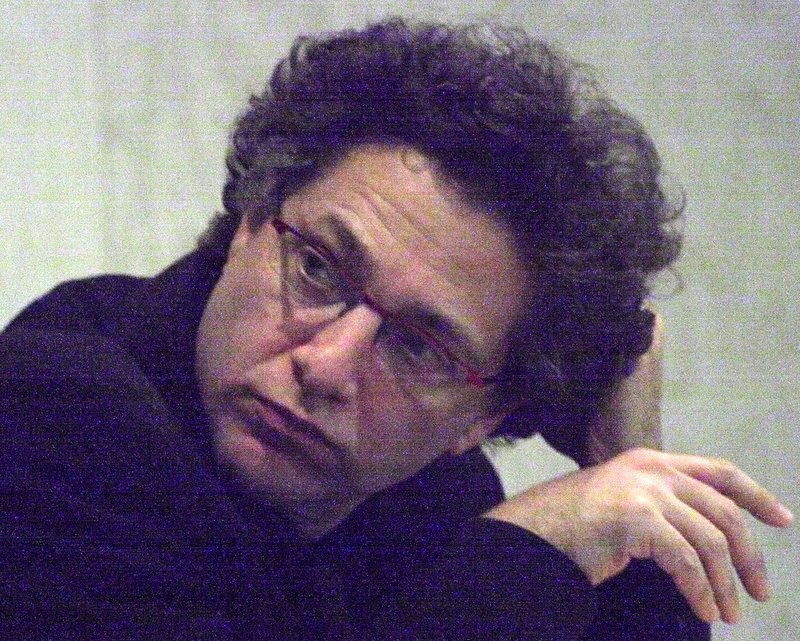
Peter Galison in 2007

Peter Louis Galison (New York, 17 mei 1955) is een Amerikaans wetenschapshistoricus en fysicus. Hij werkt vooral rond de geschiedenis van 20e-eeuwse natuurkunde. Naast een reeks boeken heeft Galison ook meegewerkt aan een reeks documentaires, bijvoorbeeld over het ontwikkelen van de waterstofbom.
In de jaren 80 was hij, samen met auteurs als Ian Hacking en Allan Franklin, een van de eerste Anglo-Amerikaanse auteurs die de rol van experimenten weer op de voorgrond bracht binnen de wetenschapsfilosofie. Dit staat vooral centraal in zijn eerste boek, How experiments end (1987). In Image and Logic (1999) bespreekt Galison dan weer de historische strijd in de 20e-eeuwse natuurkunde tussen een benadering die de nadruk legde op het produceren van goede afbeeldingen en een benadering die vooral via logische en statistische argumenten te werk ging. Samen met Lorraine Daston beschreef hij in Objectivity (2007) het ontstaan van het ideaal van objectiviteit in wetenschap in de 19e eeuw.

## Filmografie
- The Ultimate Weapon: The H-Bomb Dilemma (2000) Auteur/producer, 44 minuten. Première: The History Channel, 2000.
- Secrecy (2008) Producer/Regisseur (met Robb Moss), 85 minuten. Première: The Sundance Film Festival (2008).
- Containment (2015) Producer/Regisseur (met Robb Moss), 81 minuten. Première: Full Frame Documentary Film Festival, Durham, North Carolina (2015).